# Spermophora thorelli
Spermophora thorelli is een spinnensoort uit de familie trilspinnen (Pholcidae). De soort komt voor in Myanmar.